# Променадные концерты

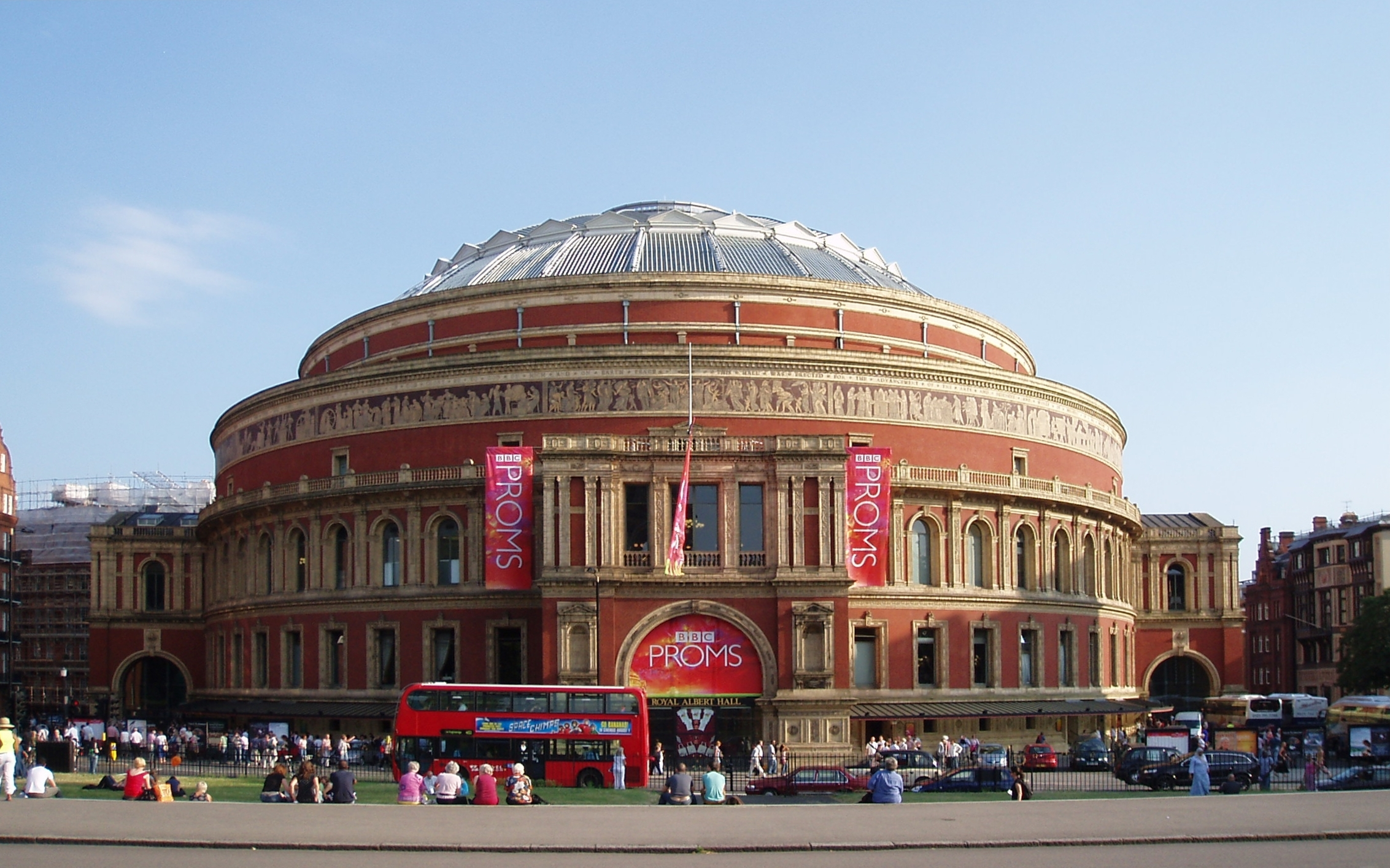
Альберт-холл

Променадные концерты Би-би-си, также «Би-Би-Си Промс» (англ. BBC Proms) — лондонский международный ежегодный музыкальный (преимущественно классической музыки) фестиваль, крупнейший в Великобритании. Основан в 1895 году.
До 1941 года проходил в концертном зале Куинс-холл, с 1941 — в Королевском Альберт-холле. С 1927 — под эгидой радиокорпорации «Би-Би-Си».
С 1960-х годов проводится преимущественно летом.
Идея приближения классической музыки к широкой публике по низким ценам пришла от «променадных» концертов, которые устраивали в лондонских парках, где люди могли прогуливаться и одновременно слушать музыку. Идея фестиваля была придумана Р. Ньюменом (англ. Robert Newman), директором Куинс-холла — концертного зала на 2500 мест.
В 1941 году Куинс-холл был полностью разрушен бомбами и во время войны «променадные» концерты проходили в Альберт-холле, затем в Бристоле и Бедфорде.
После войны Альберт-холл стал постоянной площадкой фестиваля. В добавление к обычным сидячим местам продаются сотни дешёвых стоячих мест (стоимостью в 5 фунтов стерлингов) — таким образом, публика может свободно «прогуливаться» во время концерта, отсюда и взялось бытовое название фестиваля (англ. promenade променад, от фр. promener — гулять).
С самого начала фестиваль отличался высоким уровнем профессионального мастерства участников. Спонсор фестиваля Ньюмен нанял молодого дирижёра Генри Вуда, который разделял его замысел формирования музыкального вкуса публики. Первоначально Вуд предлагал вниманию публики только популярные пьесы, но постепенно повышал уровень сложности фестивальной музыки. Вуд дирижировал почти каждым «променадным» концертом в течение 50 лет, до своей смерти в 1944 году. В дальнейшем концерты шли под управлением М. Сарджента, Г. Шолти, К. Дейвиса, Л. Слаткина и других известных дирижёров.
В 1927 году в организацию «променадных» концертов вовлечена корпорация «Би-би-си», с тех пор Симфонический оркестр Би-би-си — постоянный оркестр фестиваля. С 1960-х гг. Би-Би-Си Промс функционирует как летний фестиваль, в его рамках проводится ежегодно около 70 концертов. Организуются специальные «променадные» концерты для детей. В наши дни помимо классической музыки в программы фестиваля включают традиционную и народную музыку (китайскую, индийскую и так далее).
Каждый отдельный концерт теперь передаётся по радио «Би-би-си». Можно также слушать концерты в интернете. Последний концерт каждого сезона называют «последним вечером „променадных“ концертов». Он транслируется по телевидению на весь мир.